# 오상식
오상식(吳相式, 1951년 10월 9일~)은 대한민국의 외무공무원이다. 주 프랑스공사, 주 가봉대사를 거쳐 주 타이베이 대표를 역임했다.

## 학력
- 1974: 서울대학교 외교학과 졸업[1][2]
- 1976: 외무부 입부 (제10회 외무고시 합격)[1]
- 1997: 외무부 아셈준비기획단 총무부장[1]
- 1998: 외교통상부 통상지원국 통상법률전문팀장[1]
- 주프랑스 공사
- 2000: 주가봉 대사[3]:516쪽
- 2006: 주타이베이 대표[3]:523쪽